# Нагачув (ґміна)
Ґміна Нагачув — колишня (1934—1939 роки) сільська ґміна у Яворівському повіті Львівського воєводства Польської республіки. Центром ґміни було село Нагачів.
1 серпня 1934 року було створено ґміну Нагачув у Яворівському повіті. До неї увійшли сільські громади: Вілча Ґура (Вовча Гора), Гукі, Дрогомисьль (Дрогомишль), Колониці, Коханувка (Коханівка), Ліповєц (Липовець) (від 15 червня 1934 року), Нагачув (Нагачів), Семерувка (Семирівка), Чернілява (Чернилава).
У 1934 році територія ґміни становила 122,98 км². Населення ґміни станом на 1931 рік становило 9799 осіб. Налічувалося 1711 житлових будинків.
Національний склад населення ґміни Нагачув на 1 січня 1939 року:
| село       | населення | українці-грекокатолики | українці-латинники | євреї | німці  | поляки | польські колоністи |
| ---------- | --------- | ---------------------- | ------------------ | ----- | ------ | ------ | ------------------ |
| Вовча Гора | 290       | 280                    | 5                  | 5     |        |        |                    |
| Гуки       | 190       | 175                    | 10                 | 5     |        |        |                    |
| Дрогомишль | 2280      | 1770                   | 250                | 30    |        | 10     | 220                |
| Колониці   | 430       | 400                    | 10                 | 20    |        |        |                    |
| Коханівка  | 530       | 480                    | 35                 | 10    |        | 5      |                    |
| Липовець   | 1230      | 860                    | 190                | 40    |        | 140    |                    |
| Нагачів    | 2760      | 2570                   | 10                 | 70    | 5      | 20     | 85                 |
| Семирівка  | 620       | 600                    | 5                  | 5     | 10     |        |                    |
| Чернилява  | 2210      | 2165                   | 15                 | 15    |        | 15     |                    |
| Загалом    | 10540     | 9300                   | 530                | 200   | 15     | 190    | 305                |
| Відсотки   | 100 %     | 88,24 %                | 5,03 %             | 1,9 % | 0,14 % | 1,8 %  | 2,89 %             |

Відповідно до Пакту Молотова — Ріббентропа 28 вересня територія ґміни була зайнята СРСР. Ґміна ліквідована 17 січня 1940 р. у зв'язку з утворенням Краківецького району.